# Baâlon
Baâlon település Franciaországban, Meuse megyében. Lakosainak száma 268 fő (2022. január 1.). Baâlon Brouennes, Juvigny-sur-Loison, Mouzay, Quincy-Landzécourt és Stenay községekkel határos.

## Népesség
A település népességének változása:
| Lakosok száma | 272  | 286  | 287  | 268  | 300  | 309  | 290  | 277  | 276  | 268  |
|               | 1968 | 1982 | 1990 | 2006 | 2013 | 2015 | 2017 | 2019 | 2020 | 2022 |